# Giuseppe Cristiano
Giuseppe Cristiano (Melfi, 9 marzo 1990) è un attore italiano.

## Biografia
È stato premiato, appena tredicenne, al Flaiano Film Festival a Pescara con un Audience Award per il film Io non ho paura (2003), diretto da Gabriele Salvatores e tratto dall'omonimo romanzo di Niccolò Ammaniti, in cui interpreta il ruolo di un ragazzino trovatosi a che fare con un sequestro di persona. Per questo film l'attore ha anche ricevuto il premio Diamante al Cinema a Venezia.
Nel 2008 ritorna sul grande schermo con il film Come Dio comanda, anch'esso diretto da Gabriele Salvatores e tratto dal romanzo omonimo di Ammaniti.
Nel 2023 è protagonista del film Non credo in niente di Alessandro Marzullo, dove recita al fianco di Gabriel Montesi, Jun Ichikawa e Demetra Bellina.

## Filmografia parziale

### Cinema
- Bagnomaria, regia di Giorgio Panariello (1999)
- Io non ho paura, regia di Gabriele Salvatores (2003)
- Una moglie bellissima, regia di Leonardo Pieraccioni (2007)
- Come Dio comanda , regia di Gabriele Salvatores  (2008)
- Operazione vacanze, regia di Claudio Fragasso (2012)
- Non credo in niente, regia di Alessandro Marzullo (2023)

### Televisione
- Un posto al sole, di registi vari - soap opera (2009)
- R.I.S. Roma 2 - Delitti imperfetti, regia di Francesco Micciché, episodio 2x08 (2011)
- Provaci ancora prof!, regia di Tiziana Aristarco - serie TV (2013)
- Il metodo Fenoglio - L’estate fredda, regia di Alessandro Casale - serie TV, episodi 1x01-1x02 (2023)